# 児童養護施設
児童養護施設（じどうようごしせつ）とは、保護者のいない子どもや虐待されている子どもなどを自立まで養護する施設のこと。家庭裁判所の少年審判で保護処分となった14歳未満の少年や少女が入所する場合もある。略して養護施設（ようごしせつ）とも称する。児童福祉法に定める児童福祉施設の一つ。

## 定義
児童福祉法41条は、「児童養護施設は、保護者のない児童、虐待されている児童など、環境上養護を要する児童を入所させて、これを養護し、あわせて退所した者に対する相談その他の自立のための援助を行うことを目的とする施設」と定義する。児童相談所長の判断に基づき、都道府県知事が入所措置を決定する児童福祉施設である。

## 概要

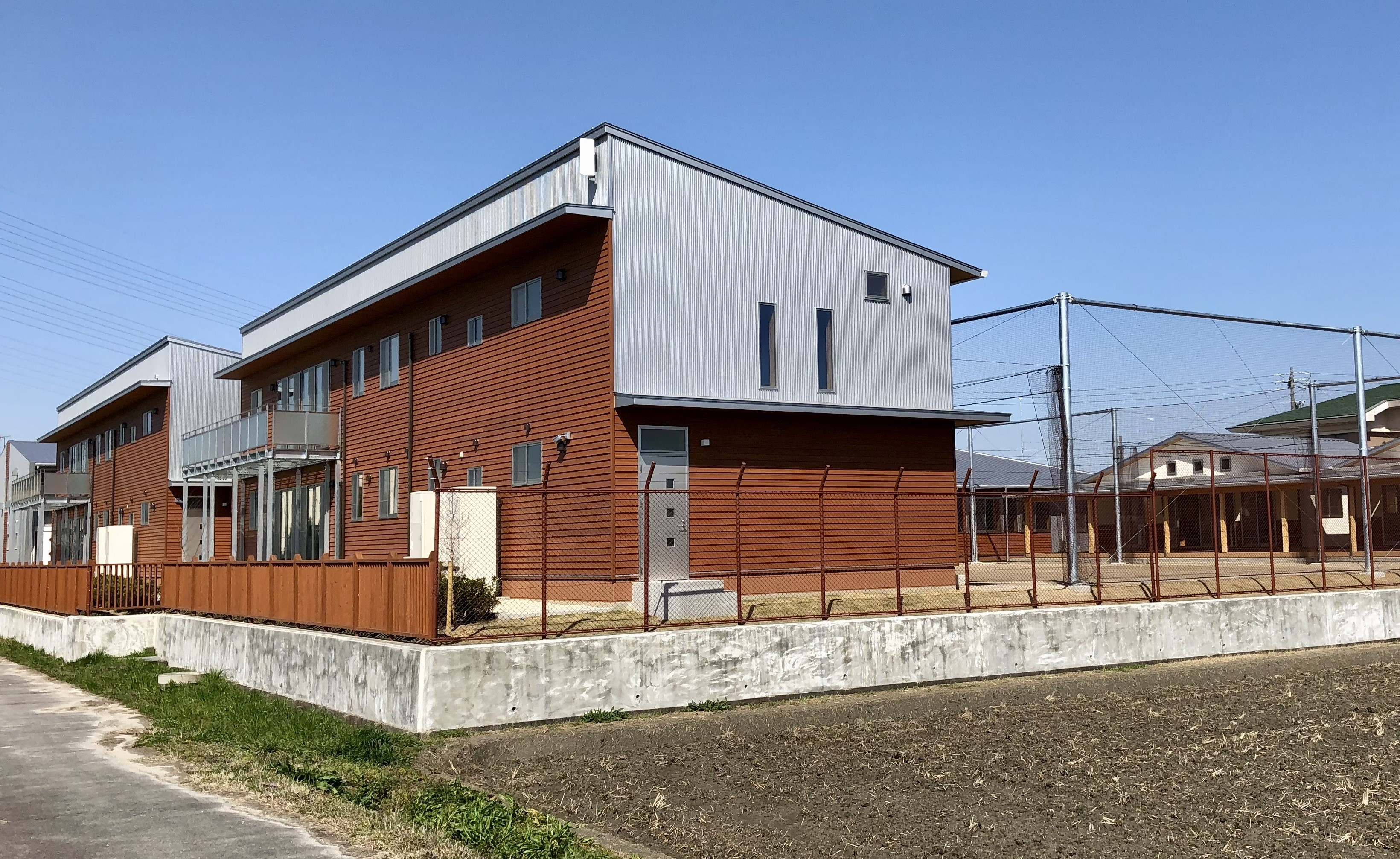
愛知県の児童養護施設

入所対象者は、1歳以上18歳未満の幼児（満1歳から、小学校就学の始期に達するまでの者）及び少年（小学校就学の始期から、満18歳に達するまでの者）である。場合によっては20歳まで延長できる。18歳の高校3年生が卒業まで施設に居られるのも措置延長によるものである。（児童扶養手当法のように年度区切りだからではない）。乳児（1歳未満の者）はいったん乳児院への入所となる。
2005年（平成17年）の児童福祉法改正によって、安定した生活環境の確保などの理由で特に必要な場合は、乳児も入所させることもできるようになり、同じように乳児院では1歳以上の幼児を入所させることができるようになった。
厚生労働省「社会福祉施設等調査」では、2014年10月1日現在、児童養護施設は590施設、入所定員は33,008人、在所児（者）数は27,468人（在所率83.2%）である。施設では児童指導員や保育士等が働いており、職員数は16,672人。
厚生労働省「児童養護施設入所児童等調査」では、2013年2月1日現在、入所児童の平均年齢は11.2歳、平均入所期間は4.9年である。2016年度の総施設数は615となっており、うち公立は37に対し、私立は578となっている。
また、
- ひとり親家庭の保護者がやむをえない理由（病気・負傷など）で児童を養育できなくなったときの「ショートステイ」
- ひとり親家庭の保護者が残業などで帰宅が恒常的に夜間にわたるとき、放課後に児童を通所させ、生活指導・夕食の提供などを行う「トワイライトケア」

などを行っている施設も増加傾向にある。
以前は「孤児院」と呼ばれていたが、現在はむしろ孤児は少なく、親はいるが養育不可能になったため預けられている場合が圧倒的に多い。中でも、虐待のため実の親から離れて生活をせざるを得なくなった児童の割合は年々増加している（2013年2月の調査では59.5%）。
日本では社会的養護の子どもたちの90%が施設で、10%が里親等という形であるが、これは世界的にも先進国の中では、ややいびつな形で児童の権利条約の原則からも外れ、権利委員会からも指摘をされているところ である。ユニセフによると、子どもが施設で暮らすことになる主要なリスク要因として、家庭崩壊、健康面の問題、障がい、貧困、社会的サービスの提供が不十分であること、などを示すとされている。ルーマニアの孤児院の児童数は、かつての10万人以上から約7,000人にまで急落するなど、世界的には施設養護から家庭的養護へと移行する風潮となっている。
「いまは引き取れないが、いつでも会いに行けるように、まだ施設で預かっていてほしい」「自分で育てるのは無理だが、手放すのは嫌だ」などの親の意向から、里親や養子縁組が進まないことがある。なお、里親制度は特別養子縁組と異なり、里親は一時的支援を目的としており里親と子どもの間に新たな戸籍関係などは構築しない。里親支援者は一時的に養育をお母さんと一緒にやって行く、“お母さんのサポーター”とその制度を表現している。
里親等への委託や児童養護施設入所措置を受けていた者で18歳（措置延長の場合は20歳）到達により解除された者のうち、自立のため支援を継続して行うことが適当な場合には、原則22歳の年度末まで個々状況に応じて引き続き必要な支援を受けることができることとなった。
厚生労働省では2016年の改正児童福祉法を具体化した新ビジョンにおいて、原則就学前の施設入所停止や、7年以内の里親委託率75%以上など数値目標を定め、施設に対しては、入所期間を1年以内とし、機能転換も求めている。これにより、全国児童養護施設協議会側は数値目標を掲げることに反発を示し、新方針により児童養護施設は今後半数に減る懸念を表している。都道府県に示す要領案を検討してきた厚生労働省の専門家委員会では、都道府県には数値目標の達成を求めない内容となった。これらの背景には、急激な施設の方向性の転換に社会福祉法人が施設の有用性の問題から反発したこともさることながら、施設入所者が減ることにより、暫定定員が設定されて各施設の補助金が減額され、更にその後の定員削減につながり施設職員の雇用問題へと発展することも関係している可能性がある。暫定定員問題は、同じ児童養護施設で入所者が年々減っている母子生活支援施設の報告書に詳しい。ただし、施設入所の決定権は児童相談所にあり、里親委託率も厚生労働省により都道府県別に公表されているため、その進捗状況については可視化されている。
全国児童養護施設協議会においても、反発のみではなく、平成29年度の事業計画において、小規模化、地域分散を見据え、また地域家族や里親との連携・支援は組むことについて、児童虐待の予防など社会の期待に応える点からも極めて重要と明記している。
国外では、子どもの施設養護と里親養育に取り組む国際協会FICEインターナショナルによると、欧州の大多数の国では施設養護から里親養育に移行したものの、「ユーロチャイルド」とユニセフの報告によれば児童養護施設に措置される子どもは増加し、その数は脱施設化プロセス開始前より多いという。FICEでは
施設養育と里親養育を対立モデルではなく、補完し合うものとしてとらえている。複雑な問題や行動上の問題を抱えた年齢の高い子どもは、里親での家庭における親密な関係を形成する準備ができていないケースもあり、またグループホームの方がケアの質を保てるなど、治療的入所型ケア等が適している場合もある。
なお、児童養護施設に入所する子どもの大学・専門学校進学率は11%程度に対し、里親養育下の子どもの大学進学率は例年20%程度で約10%上回っている。
2022年、厚生労働省は原則18歳までとしている自立支援の年齢制限を撤廃する方針を決めた。

### 「環境上養護を要する」児童とは（対象となる児童）
- 父母と死別した児童
- 父母に遺棄された児童
- 父母の行方不明、長期入院、拘禁、離婚、再婚、心身障害などで家庭環境不良の児童
- 保護者（実親・継親・親族里親）がいても児童虐待を受けている児童
- 家庭裁判所の少年審判で保護処分となった14歳未満の少年や少女が入所する場合もある

以上のように、「保護者の健康上・経済上の理由などで監護を受けられない児童、または保護者の元で生活させるのが不適当（家庭環境が悪く、保護者のもとで生活させるのは不可能）な状況にある」と児童相談所が判断した児童。

## 歴史
- 593年に聖徳太子が悲田院を作った。
- 和気広虫（和気清麻呂の姉）が藤原仲麻呂の乱で生じた孤児83人を育児院で保護した。
- 江戸時代は養育館、遊児厰（ゆうじしょう）が作られた。
- 1879年（明治12年）には東京に福田会育児院が、1887年（明治20年）には石井十次によって岡山孤児院が作られた。
- 1933年の児童虐待防止法、少年教護法などが成立。
- 1937年頃、母子心中が多発し、母子保護法が制定される。
- 1938年、厚生省（当時）に児童課、母子課が新設される。
- 1945年、敗戦後、戦争孤児が街にあふれ、RAA（特殊慰安施設協会）が発足。
- 1946年、糸賀一雄らが中心となって滋賀県湖南市に近江学園が設立。生活保護法が成立し、主要地方都市に浮浪児保護要綱が通知される。
- 1947年の児童福祉法の制定（1948年施行）に伴い、孤児院という名称を養護施設に改称。
- 1997年の児童福祉法の改正（1998年施行）に伴い、名称を児童養護施設に改称。

児童養護施設の歴史は、本庄豊による著書『児童福祉の戦後史: 孤児院から児童養護施設へ』（吉川弘文館、2023年）により、戦前から戦後への流れが明らかにされている。児童養護施設はそのルーツが戦争孤児を保護した孤児院にあるとされ、全国各地に設立された孤児院は私財を投げうった人々の熱意と行動で運営されてきた。とくに「障がい者福祉の父」とも呼ばれた糸賀一雄による近江学園にでは設立当初から戦争孤児たちとともに、親のいる家出してきた子どもや障がい児が入園していたとされる。子どものなかには職員の同情を買うために戦争孤児を偽っていたこと、当時大津市で米兵相手の商売をしていた女性が産んだ混血児がいたことも判明している。1950年代に入ると、戦争孤児の入園者は減り、障がい児を含む養護施設へと形を変えていく。
厚生労働省では2016年の改正児童福祉法を具体化した「新しい社会的養育ビジョン」において、原則就学前の施設入所停止や、7年以内の里親委託率75%以上など数値目標を定め、施設に対しては、入所期間を1年以内とし、機能転換も求めている。この児童福祉法改正では、実親による養育が困難であれば、特別養子縁組による永続的解決（パーマネンシー保障）や里親による養育を推進することを明確にしており、これは、国会で全会一致で可決された。家庭での養育を推進するために里親制度の普及活動に取り組む児童養護施設長もいる。
ところで2019年6月公布の児童虐待防止対策の強化を図るための児童福祉法等の一部を改正する法律により、令和4年度までに「児童の保護及び支援に当たって、児童の意見を聴く機会及び児童が自ら意見を述べることができる機会の確保、当該機会における児童を支援する仕組みの構築、児童の権利を擁護する仕組みの構築その他の児童の意見が尊重され、その最善の利益が優先して考慮されるための措置の在り方について検討を加え、その結果に基づいて必要な措置を講ずるもの」とされている。三重県では子どものアドボケイト（代弁者）制度を試験導入している。2020年3月には堺市でNPO法人で施設入所児の「意見表明」を支援する団体が設立されている。
イギリスにおいても長年施設ケアが中心となっていたがジョン・ボウルビィの研究などで施設入所が乳幼児にいかに負の方向に影響するかの発表がなされ、脱施設化にかじを切った。また、同国では1960年代以降は避妊方法の普及や非嫡出子への偏見が減りシングルマザーが施設へ子供を預けず自ら育てる状況となった結果も相まって乳児院の入所者自体も減少し、スタッフや小児科医の反対も経つつ最終的に乳児院閉鎖に至った。大手乳児院のバーナードス元代表（CEO）ロジャー・シングルトン卿は施設入所の早急な中止と、障害児も含めたすべての子どもに小規模ホームなどではなく里親や養子縁組の家庭支援を呼び掛けている。イギリスにおいてはファミリーグループホームは決してファミリー・プレイスメント（家庭委託）ではなく、中途半端な資源形態では子どものニード充足には不十分との判断がある。

## 分類
児童養護施設はその形態で大きく分けて大舎制のもの、中舎制のもの、小舎制のもの、またグループホームがある。
各児童養護施設形態の内訳は、全国で大舎制が370施設(75.8%)を占め、次に小舎制が114施設(23.4%)、中舎制が95施設(19.5%)である。(平成19年度社会的養護施設に関する実態調査（厚生労働省）
施設定員規模は全603か所のうち、36か所が100名を超えている。151人以上規模も2か所となっている(2016年10月1日現在) 
大舎制
大舎制が最も一般的な施設形態であり、1舎につき20人以上の児童が住んでいる。特徴として、一つの大きな建物の中に必要な設備が配置されており、一般的には一部屋5人～8人,男女別・年齢別にいくつかの部屋がある形になっており、食事は大きな食堂で一緒に食べる。共同の設備、生活空間、プログラムのもとに運営されているため、管理しやすい反面、プライバシーが守られにくい、家庭的雰囲気が出しにくいなどの問題点を抱えている。
中舎制
中舎制は、1舎につき13人から19人の児童が住んでいる。特徴として、大きな建物の中を区切りながら、小さな生活集団の場を作り、それぞれに必要な設備を設けて生活している。
小舎制
小舎制は、1舎につき12人までの児童が住んでいる。特徴として、一つの施設の敷地内に独立した家屋がいくつかある場合と、大きな建物の中で、生活単位を小さく区切る場合があり、それぞれに必要な設備が設けられている。大舎制に比べると職員配置など難しい点もあるが、生活の単位が小集団であるために、より家庭的な雰囲気における生活体験を営むことができる。
ユニットケア（小規模グループケア）
2004年から制度化されたもので、原則として定員6名である。小舎制に含まれる。できる限り家庭的な環境の中で、職員との個別的な関係を重視したきめ細かなケアを提供していくものである。2009年度は全国で403箇所（1施設で複数設置を含む）
グループホーム（地域小規模児童養護施設）
2000年から制度化されたもので、原則として定員6名である。本体の児童養護施設とは別の場所に、既存の住宅等を活用して行う。大舎制の施設では得ることのできない生活技術を身につけることができ、また家庭的な雰囲気における生活体験や地域社会との密接な関わりなど豊かな生活体験を営むことができる。2009年度は全国で190箇所（1施設で複数設置を含む）。

## 社会的養護の他の施設等の類型
児童養護施設は、社会的養護の施設等の中心的な類型である。社会的養護とは、児童福祉法に基づいて、保護者が養護できない児童を、社会の責任で公的に育てる仕組みであり、児童養護施設のほかに、乳児院、情緒障害児短期治療施設、児童自立支援施設、母子生活支援施設、自立援助ホーム（児童自立生活援助事業）、里親、ファミリーホーム（小規模住居型児童養育事業）がある。
施設別の社会的養護の費用比較では、東京都では2015年現在、次のとおりとなっている。
| 養育の種類                                                                                      | 予算額            | 予算規模 | 児童一人当たりの予算額                                                                     |
| ----------------------------------------------------------------------------------------------- | ----------------- | -------- | ------------------------------------------------------------------------------------------ |
| 民間（＝社福）児童養護施設（社会的養護の必要な児童を養育する施設）                              | 111億313万円      | 2,803人  | 396万1千円（民間グループホームの一部経費を含む。予算規模には、民間グループホームを含む。） |
| 民間（＝社福）グループホーム（地域の中で家庭的な雰囲気の下、6人程度の児童を養育する小規模施設） | 22億4千338万3千円 | 852人    | 263万3千円（民間児童養護施設に含まれるものは除く。）                                       |
| 乳児院（社会的養護の必要な乳幼児を養育する施設）                                                | 34億5千609万7千円 | 507人    | 681万7千円                                                                                 |
| ファミリーホーム（養育者の自宅で5~6人の児童を養育する事業）                                     | 3億5千53万1千円   | 123人    | 285万円                                                                                    |
| 養育家庭等（所謂里親・児童を養育する家庭）                                                      | 7億6千3百万9千円  | 419人    | 182万1千円                                                                                 |

## 問題点と課題

### 職員による施設内虐待
- 平成19年厚生労働省第1回社会保障審議会少子化対策特別部会資料では入所児童の権利擁護の状況について、「第3者評価等の取組が進んでおらず、施設内虐待も相次いでいる」と表記されている[28]。平成18年10月6日付厚生労働省雇用均等・児童家庭局総務課長通知によると、埼玉県、大分県及び鹿児島県を例に挙げ、児童養護施設の職員が入所児童に対し性的虐待等の行為を行っていたことが明らかとなったことで府県に施設監督について注意喚起をしている[29]。

- 一連の虐待事件からは、児童の安全確認等のための立入調査等の強化、保護者に対する施設入所等の措置のとられた児童との面会又は通信等の制限の強化、児童虐待を行った保護者が指導に従わない場合の措置の明確化等のための規定の整備を行う「児童虐待の防止等に関する法律及び児童福祉法の一部を改正する法律」が国会に提出され、平成20年5月25日に全会一致で成立した[30]といった子供の権利擁護向上のきっかけとなっている。

- 2014年7月には、勤務先の児童養護施設で少年に性的虐待を繰り返したとして、4件の強制わいせつ罪に問われた元指導員（35）の判決公判が神戸地裁であった。4件のうち3件について有罪とし、懲役5年（求刑懲役8年）を言い渡されている[31]。

- 2014年9月には東京都が管理を委託する児童養護施設の社会福祉法人「東京都石神井学園」(練馬区石神井台3丁目)に入所していた高校2年の女子生徒(16)に、わいせつな行為をしたとして、同施設の男性元職員(23＝埼玉県狭山市上奥富)を児童福祉法違反の疑いで逮捕されている[32]。

- 2016年1月、勤務先の児童養護施設で、入所児童にみだらな行為をしたとして、佐賀県警は6日、強制わいせつの疑いで、佐賀市の容疑者（30）を逮捕した。逮捕容疑は2014年6月末ごろ、3～17歳が入所する県内の児童養護施設で、13歳未満の入所児童の下半身を複数回にわたって触るなど、わいせつな行為をした疑い。容疑を否認しているという[33]。

- 施設の（先生）が入所者からの預り金や銀行口座の預金を着服し、ギャンブルや遊興費で作った借金の返済に流用していた事例がある。

- 入所者の児童手当を着服したとして、京都府では2016年3月に業務上横領の疑いで、児童養護施設の元施設長の男（55）＝児童福祉法違反の罪で公判中＝を再逮捕した[34]。

- 北海道の道央の児童養護施設では2013年8月から14年3月にかけて、道が措置入所させた女児らに対し、男性職員（当時）がわいせつ行為を繰り返していた。女児側が損害賠償を求めて道を提訴し、道と同施設を運営する社会福祉法人が、それぞれ200万円支払うなどで和解している[35]。施設での虐待報告によると、児童の居室や洗面所など第三者の目が届きにくい場所で行われていたケースが突出している[36]。

- 児童養護施設「東京サレジオ学園」では、かつて入所児童だった者から、「神父から性的虐待を受けていた」と2019年3月現在告発されている[37]。

- 埼玉県北部にある児童養護施設で幹部職員から殴る蹴るは日常といった虐待を受けたとして、元入所者の男性（22）は2020年12月、県に虐待の調査や改善などを求めて通告したと報道されている[38]。

- 福岡県北九州市の民間の児童養護施設では、約3年間にわたり男性職員4名が入所児童9名に対してわいせつな行為をするなどの虐待事件が発生した（北九州児童養護施設虐待事件）[39]。

- 熊本市内の児童養護施設では、複数の女児が理事長の息子である従業員から胸などのプライベートパーツを触られたり着替えを見られるなどの性的虐待を受けたが、熊本市では過去の問題のため再調査を行わないと判断したことが報道されている。該当職員は現在も勤務していると言う[40][41]。[42]

- 2024年、勤務先の大阪府、山形県、埼玉県での乳児院などの児童福祉施設で5歳以下の女児計17人の裸を携帯電話で撮影をしたとして元施設職員の男（26）が埼玉県警に逮捕された。2歳以下の乳児の強制わいせつでも逮捕されている[43]。

### 隠蔽体質
- 2012年、野木町の社会福祉法人が運営する児童養護施設で、入所中の少女に男性元職員が勤務中にみだらな行為をしたとされる事件があり、その後施設側が児童相談所に虐待通告せず、元職員らに隠蔽を示唆していたことが明るみに出ている[44]。2013年3月現在でも児童養護施設A学園での4件の不適切な関わりに関する事件報告があり、「再発防止検討委員会」が開かれている[45]。
- 2014年2月には岡山の児童養護施設で性的虐待があり、県から運営法人に改善勧告がだされている[46]。
- 2019年の北九州児童養護施設虐待事件では、施設長は男性職員の性的嗜好の問題で施設側も被害者とした。また、運営法人も男性職員の個人的な問題として、理事会で発生の原因や再発防止策の議論がほとんど為されなかったことから、北九州市役や福岡県弁護士会が改善勧告を発出した経緯がある[47]。

### 子どもの人権侵害
- 子供が施設の中で人権侵害を受けているときに、子供の立場からの訴えやすさについての審議では、権利ノートにはがきが付いていたりするが、実際に都道府県の所管課に行ったり、神奈川県のように人権審査会に行ったりすることで、はがきを出したら犯人探しが始まってしまった事例を述べて[48]問題提起があった。

- 厚生労働省児童部会社会的養護専門委員会において榊原委員（読売新聞記者）は児童養護施設の取材のやりづらさについて、子どもたちのプライバシーを守るという言い方で、子どもたちの利益以上のものを誰かが何かを守ろうとしていると、取材をしていると感じるようなものがあると述べた。閉鎖性について発言している[49]。

- 前全国児童養護施設協議会副会長・鳥取こども学園施設長・藤野興一(2014年1月現在全国児童養護施設協議会会長全国児童養護施設協議会会長[50]）は厚生労働省児童部会社会的養護専門委員会において、設内虐待やいじめの構造でも被害を訴えることは容易ではなく、例えば、被虐待児の耳が変形するようなひどい身体的虐待を受けてきていても、それを語れるようになるのは安全な場所に来て4年かかったという実態を述べた。また施設の子供はPTAもなく代弁者というものが必要であるが、ところが施設の実態は、本当に壮絶に近い状態だと思うと言及した[51]。ほかの委員からは、施設内虐待については、子供が地区で肩身の狭い思いをすることを心配しつつ、そうした権利侵害をずっと我慢させ続けていいという理屈にはなりませんと触れ、数年後にもまた虐待問題を起こした施設については、構造的であるからこそ同じ施設で起きた、その暴力事件を起こした施設職員を排除しても起きてしまうというのは、やはり構造的な問題に他ならないと語った。虐待防止通知が何度も厚労省から発出されるも守られないのはこの辺りの構造的なところに問題があるともう一度認識するべき[52]と語られている。

- 厚労省平成30年調査では施設入所児の65.6%は被虐待経験を持ち、ADHDは8.5%、広汎性発達障害は8.8%など何らかの問題を抱えた子供の割合が36.7%となっている[53]。向精神薬の服用により施設内での問題行動の抑制や本人の精神安定が図られるが、本人の意に反する服薬であった場合など子どもたちの問題行動を抑制するための手段として安易に用いられることについての批判報道もある[54]。
- 北九州児童養護施設虐待事件について福岡県弁護士会は、児童福祉法等が定める最低限の技術的基準を遵守していなかったために、男性職員による性的虐待を阻止できなかったと指摘。加えて、その被害を拡大させたことは被害児童が有する「人格権」（憲法13条）、「子どもの成長発達権」（児童の権利に関する条約前文、6条、19条）や、「虐待から保護される権利」を侵害することとなると指摘している[55]。

### 運営体制問題
- 当事者自助団体「日向ぼっこ」（当時）代表廣瀬さゆりは2007年9月7日厚生労働省の第1回「児童部会社会的養護専門委員会」において、内虐待事件が発生した施設の多くが、施設長や一部の配下の職員に人事権やケア方針などの決定の際、権限や権力が集中し過ぎていて、ワンマン・独裁運営管理になりやすい体質が憂慮されると延べた。また、世襲制や同族経営が多い民間社会福祉法人経営と事件発生の関係性などの課題は、触れてはならない聖域としてタブー視について疑問[56]を発言している。児童相談所で長年児童福祉司として働いた矢満田篤二は高い志で施設開設と運営をした初代から二代目施設長に移行することで、施設の私物化が起こったり、施設を経営の観点からとらえ、措置費目当てに児童相談所に入所児童措置を依頼するようになることについて著書で触れている[57]。日本の児童養護施設はその5～7割が同族経営とみられ、施設長の妻が無給で献身的に働くことにより公立施設より安価で効率が良いとのメリットも指摘されるが、同族メンバー以外が上級管理職になりづらく、経営者に異を唱えづらいという問題がある。また、職員が労働組合を結成しづらく直時間労働に対して不十分な給与しかもらえないと感じるともいわれている[58]。

- 虐待事件を元に、『第60回記念大会 全国児童養護施設長研究協議会（大阪大会）』開催において、児童養護施設では、満床状態に加え重い心的課題を抱えて個別的、治療的ケアを要する子どもたちが増加し、その養育に混迷、混乱が生じているのが現状だと認めている。「児童養護施設は、いつの時代も社会でもっとも弱い立場にある子どもたちの権利を守り、子どもたちの安心、安全の拠点であり続けなければなりません。」という内容の「子ども・家庭福祉の明日に向けた宣言」が採択され[59]、また全国養護施設協会によりすべての児童養護施設に対して「人権擁護の自己点検にむけて本要項およびチェックリスト」[60]が行わるようになった。施設の課題や入所児童自らが自分たちのことについて語り合う全国児童養護施設高校生交流会も一時行われたが、現在は途絶えてしまっている[61]。途絶えた背景は、大会に参加した入所者が施設内虐待を訴えたが取り上げられず、地元の報道機関にリークし暴露したことがあったため、翌年から討論会が中止となりやがて交流会自体もなくなったとの経緯があった。なお、イギリスの脱施設化後の社会的養育の研究家である津崎哲雄はフォスタリング・ソーシャルワーカー養成の質の向上が急務であると語っている[62]。

- 北九州児童養護施設虐待事件では、児童養護施設の男性職員Yが入所する女子児童と交際して施設外で会うなどの不適切な関係を持っていたいたことが2017年に福岡県北九州市で発覚していた。その際、施設は①虐待防止研修の実施、②防犯カメラを設置し翌日の早出職員が、その内容を確認するなどの「再発防止策」を所管庁に提出していた。しかし、再発防止策の①及び②が履行されていなかったため、2019年にも別の男性職員Xによる事件が発生した[63]。

### 児童間での暴力及び性暴力
平成20年の児童福祉法改正で、被措置児童虐待の通報制度が設けられ、虐待を発見した者や、虐待を受けた児童は、児童相談所等に通報又は届出できることとなった。（児童福祉法第33条の12）。虐待があったような家庭環境に起因するよりも実際には、性暴力、暴力の加害者、被害者になっている子供たちは、乳児院から養護施設に来て、引取りの見通しもないままいる子供でかつての被害者が加害者になるとの実感を特定非営利活動法人ＣＡＰＮＡ理事長が衆議院厚生労働委員会で語っている。
- 児童間でも、飲尿の強要[65]などのいじめや殴るなどの暴力[66]、性虐待[67][68]（子ども間の性暴力）が行なわれることがある。
- 1982年には、施設内の児童間暴行により6歳児が死亡した事件があった[69]。
- 1992年には、9歳男児が施設内で入所中の児童4名から暴行を受け、右不全麻痺、外傷性くも膜下出血等の傷害を負い、入院治療を受けたが、高次脳機能障害等の後遺症が残った事件が起こっている[70]。広島県内児童養護施設での被措置児童間での暴力・性的いじめについては施設を管理監督する県を相手取り、原告が勝訴した事件[71]も起こっている。
- 性被害を受けた男児が、やがて性加害者になる[72]被害連鎖が確認されている。1983年に強姦目的で女子大生を殺害した施設出身の青年の公判では、その在籍した施設での身体的暴力や支配手段としての性行為の強要の存在が明らかになっている。また、特に大舎制の施設において、子ども間の性暴力が起こっていない施設はほとんどないとの研究調査も2009年には公表されている[73]。中には、小学校高学年女児が中学生男児に複数回襲われそうになり、施設に訴えるも再発防止が取られなかったケースもあり[74]、東京都社会福祉協議会児童部会が元入所児を対象に実施した調査や2007年に行った都内施設調査で暴力被害の状況が明らかになっている。

- 三重県では、入所児童間の性暴力の裁判において、同県は2008～12年度の5年間で51件、のべ144人の児童が性暴力の被害・加害に関わっていたことを明らかにした。また、国としての統計や対策がないと報道されている[75]。東京都が報告を受けた子ども間の性的事故は、2015年度63件、16年度74件、17年度は4月から12月に60件となっている[76]。

- 厚生労働省が公表した調査結果によると、全国の児童養護施設、一時保護所などで、平成29年度に把握された子供間の性的な問題が732件あった。当事者となった子供は1371人となっている[77]。

- 児童福祉施設・児童相談所の職員、研究者でつくる「神戸児童間性暴力研究会」が行った児童養護施設内の性暴力の実態調査によると、施設内の子ども同士で起きる性暴力は、同性間が7割を占め、特に男子同士の事案に重大な傾向があり、性衝動によるものだけではなく、力による支配や知的障害などの他の要因による可能性がある[78][79]。

- 被措置児童虐待報告に関連して、発生した時間帯の問題提起があった。未だに児童養護施設は宿直、実際職員は寝ておらず1、2時間しか睡眠がとれてないが、その宿直の時間帯に子ども間暴力も含めてですが結構事件は起こっているのではないかと[80]との夜間体制への懸念の声があり、子ども間暴力については、一番深刻なのは、ほとんどどの施設でもあるであろう「子ども間の性加害被害」であり連鎖をしていると断言した。これは主に夜間に起こり地域ごとにある程度データが取れている実態がある。例えば埼玉県はその調査をしていて、夜間に子ども間の性加害被害が起こっていることも把握できてきている。なぜ夜間かは手薄いからである。「施設に子どもが入ることによって子どもが傷つくという現象が現に起こっていることを、今まで我々は業界内だけの秘密にしてきた部分があるのですが、もっと市民にも知ってもらう。」と実態を明らかにし市民と考えることについて[81]を厚生労働省児童部会社会的養護専門委員会で審議されている。

- 「夜の集会だと言われて夜中に起きてベランダでたばこを吸わされたりした」「先生の部屋におやつを盗みに行かされることもありました」と入所経験者は語っている[82]。

- 前橋連続殺傷事件の犯人は、2歳の時に両親が離婚し、4歳の時に預けられた児童養護施設と、学校の両方で悪質ないじめに遭い、孤独を深めたと報道されている[83]。

- 北九州児童養護施設虐待事件においては、入所する男子児童間の性暴力も同時期に明らかとなった。施設長は男性職員逮捕後も夜警の強化を怠ったため児童間の性暴力は逮捕後も継続されたほか、男性職員から性被害を受けていた男子児童の一部が、児童間の性暴力においては加害者側に転化していたことも明らかとなっている[84]。|web=とちぎｔ

- 一部の施設では、「安全委員会」は、子どもの暴力を個人の問題とせず、集団の風通しを良くして、暴力の芽を枯らしていく取り組みをしている[85]。または一晩に三度、園内を時間を正確に決めず不定期に巡回し、性虐待を防いでいる[86]。そのほか、▽外部の目を入れる▽子どもたちから定期的に聞き取る▽ルールを明確にして、違反した子には愛情を持って叱る－などのやり方[87]を導入して、児童間暴力を防いでいる。

- 2023年8月、栃木県内の児童養護施設では同じ少年から女子3名がわいせつ被害を受けていることが判明し、被害者の母が再発防止を訴えている。詳しい状況を施設が明らかにしないため被害届が出せないと報道されている[88]。

### 被措置児童等虐待届出等制度
平成23年度における被措置児童等虐待届出等制度の実施状況については、全国の69都道府県市で受け付けた児童福祉施設等における被措置児童等虐待に関する届出・通告の受理件数は193件であり、届出・通告者総数は203人であった。徳田毅衆議院議員は1件も報告が無い県について厚労省へ問い合わせた結果を「厚労省が通告内容や件数の確認を行ったところ、自治体によって職員の対応にばらつきがあり、通告があった際の対応や事実確認に問題がある可能性もある。虐待が確認されていない自治体で、本当に1件もないとは考えにくい」としている。厚生労働省第10回児童部会社会的養護専門委員会においても、「被措置児童等虐待届出制度の実施状況は、これ自体が私は信用できなくて、私の知っている平成21年度の虐待が発生した県でゼロになっているというのはどうしてだろう。」「○○道とか、どことは言いませんが、あれっと思って」とその信憑性について審議されている。本件については、毎日新聞が、家庭内虐待などで児童福祉施設や里親家庭に保護された児童への虐待について、2014年と15年の両年度に計144件あったことが、児童相談所が設置されている69自治体を取材し判明した。施設内虐待の公表義務にもかかわらず、16県市は一度も件数などを公表していなかった。かつ厚労省は自治体から報告があった件数などを公表していたが、13年度分を最後に公表していないと報道されている。
- NPO法人こどもサポートネットあいちの2012年「児童養護施設における暴力に関するアンケート調査報告-職員調査」によると、子供から暴力を受けた施設職員が77%で、子供へ暴力を振るった職員は31%となっている。また、同団体の児童養護施設の高校生・職員のアンケート調査報告では、4分の1の高校生が他の子供から言葉の暴力や殴られたなど「ひどく嫌な思い」をさせられた経験を持っていた。これらの高校生は「高校生から小学生のいじめでは殴ったり、蹴ったり、パシリとかがありました」と記述し、退所者は当時のことを上級生の命令で男の子は殴り合い、女子は上級生に殴られ、自分は小さくて毎日被害にあっていて、その上におやつ、お小遣いも奪われて誰にも気づかれず庇われなかったことを回答している。[92]

### 世間の無関心・無理解
- 世間（被害者）への認知度が低い。一般社会において虐待を受けている幼児・子供が児童養護施設の存在を知り得るのは極めて稀である。そのため、被害者は『ひたすら虐待に耐える事』しかできないケースが殆どである。(児童虐待の通報先である児童相談所は、全国共通0570-064-000の電話番号で、その地域の児童相談所に電話がつながる。または児童相談所虐待対応無料ダイヤル「189」にかけると近くの児童相談所につながる[93]。)
- 児童養護施設で育った元・高萩市長 草間吉夫によると、児童養護施設の描かれ方をめぐり論争となった日本テレビ系のドラマ「明日、ママがいない」を例にあげて、「知名度と誤解は、相関関係にあります。（児童養護施設は）知られていないから誤解され、偏見も助長されていきます…」と述べ、この件を児童養護施設が話題になる、という一点で、理解を深めるきっかけにもなり、「追い風と捉えるべきだ」と考えているとしている[94]。
- 児童養護施設にランドセル、学用品を送るタイガーマスク運動が続いているが、施設職員と思われる人物が、子供の好みの新品のランドセルを購入したいし、学用品も必要ないことを吐露している。寄付ならば現金が良いとされている。[95]また、匿名で食品類が寄付されても安全性の問題から廃棄処分になるため、その施設の本当のニーズを捉えて寄付していく必要がある。必ず支出する日用品や消耗品類が施設で望まれているとの声もある[96]。

- 千葉市では2019年クリスマスに向けてamazonほしい物リストを活用して、児童養護施設等の子どもたちにクリスマスプレゼントを贈る取り組みを行った[97]。

### 職員の資質・定着率
- 施設職員の定着が悪い。東京都の審議会では、大学生の就職希望者は多いが3年くらいでやめていく現実について議論され、その理由が労働条件や対子供の関係ではなく、職員間トラブルによるものでハラスメントのようなことが多いとの発言があった[98]。
- 厚生労働省の審議会では乳児院では親とのかかわり合いの中でどうしても、職員そのものが傷付いてバーンアウトしていっているという現状がかなり濃く見られていると指摘されている[99]。
- テレビドラマ「明日、ママがいない」で日本テレビ放送網株式会社に「子どもたちをペットショップのペットと同列に扱ったり、暴力や恐怖心で支配・従属させるなどの表現は、子どもたちを傷つけるとともに、職員の仕事に対する意欲を失わせることにもつながりかねません」[100]と抗議した藤野興一全国児童養護施設協議会会長は、一方で厚生労働省の審議会で、山口県の調査ではケアワーカーの4割が非常勤であり、勤続5年未満の若い職員がやっている実態に触れ、62%と言われる被虐待児を受けていて、その中で混乱が起きないわけがなくそのような中で施設内虐待が起こっていると断定した。[101]と発言しており、養護施設の職員自体も不安定就労、経験不足の中で対応していることが問題視している。なお、同ドラマについては、児童相談所の児童福祉司として30年社会的養護にかかわった者からは現実の中にはドラマ以上に子どもが苦しんでいる環境もある、とその著書で語っている[57]。
- 児童養護施設の施設長"等の基準は、児童福祉法45条2項や厚生労働省令に準じて各地方で条例で制定されている。福岡県北九州市の場合であると"北九州市児童福祉施設の設備及び運営の基準に関する条例"60条がそれにあたる。北九州児童養護施設虐待事件では、施設長がこの基準を満たしていないが為に、虐待が見過ごされたとして、北九州市福祉審議会は施設長の解任を市役所に提言[84]、この提言を受けた北九州市役所は2019年11月に改善勧告を発出し、事実上、施設長は退任に追い込まれている[55]。
- 児童養護施設は都道府県と政令市に認可と指導の権限があり、社会福祉法人が設置・運営する。福岡県によると、児童福祉法に基づく条例で人員配置や職員の資格は規定されているものの、採用に当たっての定めはないという。一方、里親やファミリーホーム職員は、禁錮以上の刑を受けた人や「児童の福祉に不適当な行為をした者」などは欠格事由とされている。西南学院大の安部計彦教授（児童福祉）は「小児性愛などの性的指向を持つ人にとって施設が犯行しやすい場となっている可能性があり、不用心だ。採用で性的指向を確認する仕組みが必要」と指摘する[102]

### 職員の配置基準問題
- 児童養護施設の職員基本配置については、平成23年にとりまとめられた「社会的養護の課題と将来像」において、「小学生以上の現行6：1から4：1に引き上げ、これに小規模グループケア加算1人を加えて、合わせて3：1相当を超える配置が、引上げの目標水準として考えられる」とされている[103]が、増員に伴う良質な職員の確保が課題となっていく。
- 児童養護施設出身の政治家草間吉夫は『児童養護施設の職員数等や予算面の様々な待遇改善が老人養護関係向上よりも計られていないのは、選挙の票に結びつかないからだ』と指摘[66]している。

### 生活圏の狭さ
- 児童養護施設者における貧困の連鎖防止については、茨城県高萩市元市長の草間吉夫は、生活保護を受けていた母と離れて児童養護施設で暮らしていたが、施設長、指導員、季節ごとに里親として自宅に迎え入れてくれた元高萩市長について「他人の縁に恵まれた」[104][66]と語っていることから、自分の生活環境以外の世界との交わりが有効になるときがある。
- 施設児童が卒園して、施設職員となることがままある。それについては子供の世界が狭く、施設は周りの大人って施設職員であるためロールモデルとして受け止めており、保育士になりたい、施設の先生になりたいっていうのが多い[105]という施設児童の世界観の狭さを指摘する施設職員の声もある。

### 家族再統合問題
- 2014年1月、葛飾区では2歳児が暴行が原因で死亡し、父が逮捕された。両親は生活保護を受けており、別の男性との子供は児童養護施設や親類宅に預けられている。当該児童も児童相談所の見守り対象となっていた[106][107]。

- 2012年10月広島県府中町の自宅で、長女(11)を暴行して死亡させたとして傷害致死容疑で逮捕された無職の母親(28)は、自分の母親と一緒に虐待していた疑いがあった。県は01年、両親の離婚で養育困難になったとして長女を乳児院に入所させた。その後、母が引き取りを希望したため、祖母の養育を条件に児童養護施設の退所を認め、結果的に虐待死に至っている[108]。虐待する親から離れて施設入所している間は保護され安全だが、行政が家族再統合の時期を見誤ると子供の死亡事件につながる。

### 退所後の生活設計困難
児童養護施設の子どもは9.3%が中卒で施設を退所し、そのうち約半数が卒業の翌年度中（2005年）に転職を経験している。高校中退は7.6%となっている。
虐待や親からの遺棄などの理由で児童養護施設に保護された子どもも施設退所後に生活困窮に陥りやすい。婦人保護施設長によると、そこで育った子どもは進学しなければ中卒でも施設を退所しなくてはならず、10代女性では行きずりに近い同棲後に妊娠し、相手の男性は姿を消し、婦人保護施設に入所するという例は後を絶たず、そうでなくとも施設退所後に性産業に従事して未婚の母となる場合もある。傾向としては、婦人保護施設の10代出産利用者ではひとり親家庭や生活保護受給者も多い。これらの10代の母は生活経験が乏しく、低学歴・就労経験不足して育児に危険性が伴う。また、幼少期の愛着障害を抱えた女子は無分別な社交性を身につけ、庇護してくれる男性を求める者もいるため、時として施設の男性職員と恋愛関係に発展させてしまうとの指摘もある。*代替養育環境に長期間いる子どもたちの措置解除後の状況は、生活保護率が同年齢層の人口の 18～19倍であり、施設を出た後には頼れる親や家族がいない中で産んだ子どもを保護する事例が児童相談所や市区町村の現場では頻繁に発生している。
- 九州・沖縄八県の児童養護施設で退園後に大学などに進学した者のうち四割が中途退学している。調査（八県の89施設を対象に、2000年からの5年間の進学児童数などについてのアンケート調査、九州社会福祉協議会連合会養護施設協議会が発行した「九州8県内児童養護施設出身者の大学・専門学校等進学後の実態調査研究報告書」）では「就学支度金制度」の支給条件など、正規雇用のみを対象とした現行の自立支援制度の不備を指摘していた。同期間中の進学者は166名でこのうち在学中のものを除き、卒業者が34名、すでに退学したものが29名だった。中途退学の要因としては「学力不足」11名（37.9%）、「生活費・学費不足」8名（27.5%）、「進路変更」4名（13%）となっている（「琉球新報」2005年7月27日）[112]。これらの対応として、世田谷区では、平成28年度から区内の児童養護施設及び里親に措置された児童で、満18歳を迎えた年度末で措置解除となる者、又はなった者を対象として、原則として大学等への進学者は卒業まで、就職者は2年間の間、区営住宅内の旧生活協力員居住室をオーナーの了承のもと提供するなどの事業を行う[113]。児童養護施設入所経験者からは大学進学のための経済的支援は以前より整ってきたためすでに拡充の段階を過ぎ、身近な先輩たちの体験談を通じて進路選択の情報を得て活かしていくことが必要になっているとの声がある[114]。

- 児童養護施設出身者がまたその子どもも児童養護施設に預けるという「負の連鎖」[115]「貧困の世代間再生産」[116]も起きている。
- 保証人の問題で、進学や就職ができずにホームレス状態に陥ってしまうケースがある。
- アメリカでは、里親や施設で生活している高校生は自立生活となる1年あるいは半年前から州などが提供する自立支援プログラムに参加し就労や生活トレーニングを行う。日本でも一部NPOなどがソーシャルスキル等の研修を行っている[117]。
- 埼玉県では養護施設退所後に就職で免許が必要な人（平成28年3月卒業見込み者から対象）に費用として、18万5,000円の補助を開始。国、県の補助に県指定自動車教習所協会の支援が加われば、自己負担なく運転免許を取得することもできる事業が始まる[118]。
- 国際調査によると、施設養護出身者は通常の10倍性産業に従事し、犯罪歴は40倍に上る。また、自殺者は500倍の出現率となっている[119]。
- 京都市の調査では、高校進学率は92.3%高校中退率が25.3 %で高率となっている。また、収入が低く、年金加入率52.7%，医療保険の加入率が皆保険制度にも関わらず69.2%であった。回答年齢平均が22歳となっているがその14.3%が子育て世帯であると早期の家族形成をうかがわせるものとなっている[120]。

### 大舎制中心の社会的養護制度の在り方
国際NGO (非政府組織)ヒューマン・ライツ・ウォッチのレポートでは、大舎制中心の社会的養護制度そのものに疑問を呈し、複数の提言を行っている。その一つとして、乳児を施設養育から家庭養育に移行するための確実な計画を立て、その一環として、すべての乳児院を閉鎖することを掲げている。また、費用の観点からも、施設養育中心主義からの移行は説得的であるとする主張もあり、たとえば0歳から18歳まで大都市の乳児院および児童養護施設で育つならば、1 人8,373 万2,000 円の経費がかかり、里親宅で生活するならば3,200 万円から3,800 万円で済むとの試算があるとしている。

## 退所後の生活と問題点
- 1973年以降、特別育成費の支給制度が行われ入所児童の高校への進学が増え、厚生労働省の2008年調査では、施設入所者の中学卒業後の98.5%が高等学校等（専修学校、職業訓練施設も含む）に進学している。また、高校卒業者の4人に1人が大学等（短大、専修学校、職業訓練施設も含む）に進学し、73.4%が公務員や民間企業に就職をする。

- 井上ひさしの自伝小説の中で、在籍していた児童養護施設の修道士は、退所者がまた自分の子どもを施設に預けに来る場合が人生で一番つらいことと語っている。

- 少年の場合特殊詐欺の受け子、掛け子、出し子や現金、書類、預金通帳、キャッシュカード、クレジットカードなどが入ったかばんを鉄道駅、繁華街、歓楽街、ショッピングモールにあるコインロッカーまで荷物を運搬する運び屋の犯罪、所持金を持たずにネットカフェに入店し、長時間滞在して利用料が払えずに警察に逮捕、検察庁に送検され、家庭裁判所の少年審判で保護観察処分を受け、更生保護施設に入所、少年院に送致されたりする。少女の場合風俗嬢や水商売などに走り、望まない妊娠・出産をして子育てできずに、その子供が児童養護施設入所という悪循環がある[122][123]。家賃・公共料金の振込、路線バス・タクシーの乗り方、電車に乗るさいに必要なきっぷの買い方、コンビニ・スーパーでの買い物といった、最低限の社会の基本知識が身についていないことも散見され、助けを求める先も知らないことがある[124]。

- 児童養護施設退所者のアフターケア相談所「ゆずりは」の所長によると、幼少期に虐待に会い児童養護施設などに保護され、施設退所後には性風俗業を「就職先」に選ぶ女性は数多く存在し、保証人なく住宅が提供されることや存在意義の承認を求めることが理由という。夜の業界を引退した女性の団体によると、性風俗では40歳を超えると年齢的に仕事が激減し、精神を病んだり生活保護受給となる事例もあるとしている[125]。

- 2022年3月以前においては高校を卒業し18歳で児童養護施設を退所した児童たちは20歳未満であることから、未成年後見人の同意なしではアルバイトをはじめとする労働契約、賃貸住宅の新規契約、印鑑登録、生活保護の申請、日本国パスポートの取得、マイナカードの新規取得、銀行口座の開設、クレジットカードの作成、運転免許の取得、携帯電話の新規申込、固定電話回線の新規開設などの契約行為が行えない問題が生じる。外国籍であれば、未成年後見人の同意なしでは、在留カードと在留資格の更新が行えない。[126]。

- 2019年2月、施設退寮後に生活が立ち行かず、施設関係者に恨みをいだき施設長殺害に至ったとみられる事件が発生[127]。退寮後の生活支援を施設のみで支えるのではなく生活困窮者自立支援法に基づく救済窓口など、様々な機関で支援していく必要がある。

## 児童養護施設を題材とした作品

### 文筆・漫画作品
小説
- 世界地図の下書き：朝井リョウ
- チャーシューの月：村中李衣
- わたしをみつけて：中脇初枝
- おれのおばさん：佐川光晴
- 明日の子供たち：有川浩
- 神様のみなしご：川島誠

ノンフィクション
- 「本当にあった児童施設恋愛」 中島省吾 中日出版社 愛知県郷土資料、ISBN 4-88519-243-9 改訂増補版、ISBN 978-4-88519-411-5
- 「セーラー服の歌人 鳥居～拾った新聞で字を覚えたホームレス少女の物語」岩岡千景著[128](ノンフィクション・短歌)
- 「キリンの子 鳥居歌集」セーラー服の歌人 鳥居著[128](ノンフィクション・短歌)
- 「和子6歳いじめで死んだ 養護施設と子どもの人権」 倉岡小夜著 ひとなる書房 1992年(ノンフィクション)

漫画
- Sunny（『月刊IKKI』連載の漫画） 松本大洋
- 『いつか見た青い空』 りさり （ウィングス・コミック）
- 『GTO SHONAN 14DAYS』 藤沢とおる

### テレビドラマ・映像作品
施設に関する作品
- ドキュメンタリー映画『隣る人』 刀川和也監督
- ドキュメンタリー「夢がもてない：養護施設や里親の下で暮らす子どもたち[129]」
- 明日、ママがいない：芦田愛菜主演
- Webドラマ 「いぬのメリー 幸せを運ぶ伝書犬」：小林星蘭主演
- キッズ・ウォー5
- ヤンキー母校に帰る
- エンジン：木村拓哉主演
- 明日の光をつかめ

施設出身者に関する作品
- タイガーマスク：梶原一騎原作、辻なおき作画（主人公が孤児院出身のプロレス漫画・アニメ）
- レイルロードスイッチ RAILROAD SWITCH[130]西坂來人 （施設退所者の短編映画）
- 永遠の仔：天童荒太原作
- もしも願いがかなうなら
- 瑠璃の島
- ラブレター (2008年のテレビドラマ)
- ナミヤ雑貨店の奇蹟：東野圭吾原作
- 花束：サヘル・ローズ監督

## 児童養護施設出身を公表している著名人
政治・実業
- 宗次徳二（カレーハウスCoCo壱番屋創業者）[131]
- 草間吉夫（元政治家、大学教員）[66]
- 立川明日香（元政治家）[132]

スポーツ
- 相内誠（元野球選手、元キックボクサー）[133]
- 坂本博之（ボクサー）[134]
- 風神ライカ（ボクサー）[135]
- コマンド・ボリショイ（プロレスラー）[136]
- 遠藤幸雄（体操・オリンピック金メダリスト）
- 佐賀昇博（大相撲力士）

芸能
- 松尾知枝（元CA）[137]
- 豊川誕（歌手）[138]
- 松本哲也（シンガーソングライター）
- 川嶋あい（シンガーソングライター）[139]
- 石田えり（女優）
- 真魚（女優）[140]
- 仲川遥香（タレント、元JKT48）[141]
- 田中れいか（モデル、社会運動家）
- 古原靖久（俳優）[142]
- やす子（芸人）[143]
- 荒金さとみ（モデル、インフルエンサー）
- 久留木玲（元AV女優）

芸術
- 藤沢とおる（漫画家 - 『GTO』など）[144]
- 松本大洋（漫画家 - 『ピンポン』など）[145]
- 永田晃一（漫画家）[146]
- 鳥居（歌人）
- 山本寛斎（デザイナー）[147]
- 井上ひさし（文筆家）[148]
- 西坂來人（映画監督）

その他
- 山本昌子（社会活動家）